# Femme for DKNY
Femme for DKNY é uma linha desenhada por Hilary Duff para Donna Karan New York. Foi anunciado em Novembro de 2009 que a linha fashion de Hilary, a Stuff by Hilary Duff estava sendo descontinuada porque ela não tinha mais o controle total - e na mesma entrevista, Hilary disse que gostaria de desenhar roupas para mulheres com sua idade. Femme foi anunciada oficialmente na Wonem's Wear Daylo no começo de Fevereiro de 2009
Duff disse que teve como objetivo desenhar roupas multi-funcionais, e as peças foram lançadas nas lojas do Estados Unidos em Agosto de 2009, com preços de $39 até $129.

## Promoção
Femme for DKNY foi anunciada no dia 5 de Fevereiro de 2009 na revista Women's Wear Daily, e eram inclusas fotos de Hilary usando as roupas que ela mesma desenho. Duff também apareceu nas revistas InStyle e Us Weekly em Setembro de 2009, que incluiu uma sessão de fotos exclusiva com o fotógrafo Thomas Whiteside. Hilary também foi fotografada ao lado de Sophie Srej e Gracie Carvalho na campanha, que foi feita nas ruas de Manhattan, transmitindo o estilo e as tendências Iorques - e a campanha foi divulgada em grandes revistas como a Teen Vogue, Cosmopolitan, Company e Kiss.

## The Chase
The Chase é uma minissérie que foi estrelada por Hilary em sua conta oficial no Youtube. Estreou na sexta feira do dia 21 de Agosto, sendo adicionados novos episódios em todas as Sextas-Feiras. O primeiro episódio ganhou 22.000 visualizações na primeira semana, se tornando um dos vídeos mais vistos do mês. Seu capítulo final, o único com mais de 30 segundos, foi lançado no dia 18 de Setembro. O vídeo começa com Hilary e seu cabelo loiro sentada, até que dois detetives entram no cinema, e Hilary sai. Então, os detetives a seguem, e Hilary troca sua roupa e cabelo, e então corre para uma balada, onde é vista em várias roupas e cabelos. Finalmente, depois de que os detetives se cansaram de procurar, Hilary desfila em uma calçada onde estão espalhados vários cartazes de 'Procurado'. Os vídeos podem ser vistos no Youtube ou no site oficial, http://www.thechaseries.com.